# Bion (Wilhelm Reich)
Als Bione bezeichnete der austroamerikanische Psychiater, Sexualforscher und Soziologe Wilhelm Reich (1897–1957) von ihm bei mikroskopischen Untersuchungen gefundene Objekte – „Energiebläschen, die Übergangsstufen zwischen lebloser und lebender Substanz darstellen“. Dies gehörte zu seinem Versuch in den 1930er Jahren, angelehnt an Sigmund Freud, psychische Phänomene auf eine physiologische und weiterhin biologische Basis zu stellen. Später integrierte er seine Arbeiten zu „Bionen“ in seine Theorie der „Orgon-Energie“.
Die akademische Naturwissenschaft hat sich mit Reichs Arbeiten nur ganz am Rande befasst. 2015 veröffentlichte James E. Strick die umfangreiche kritische Monographie Wilhelm Reich – Biologist, in der vor allem die Bion-Experimente behandelt werden.

## Reichs Kontext
Reich war Mediziner und in den 1920er Jahren einer der produktivsten Schüler von Sigmund Freud. Er arbeitete insbesondere daran, die Voraussage Freuds, der sich stets als Naturwissenschaftler sah, seine vorerst nur psychoanalytische Auffassung der Neurose werde dereinst auf eine physiologische und weiterhin biologische Basis gestellt werden, zu erfüllen. Die erste Etappe dazu markiert Reichs Ansicht nach sein Buch Die Funktion des Orgasmus von 1927, in dem er zwar noch eine psychoanalytische, aber schon deutlich „energetisch“ geprägte – und soziologisch flankierte – Theorie vorstellte. Darüber geriet er mit seinem Lehrer Freud in einen – langsam durch Reichs parallele politische Aktivitäten noch verstärkten – Konflikt, der schließlich 1934 mit seinem Ausschluss aus der Internationalen Psychoanalytischen Vereinigung (offiziell als Austritt deklariert) endete, ohne dass der zugrunde liegende theoretische Konflikt Gegenstand einer wissenschaftlichen Diskussion geworden war.
Reich setzte nun, im skandinavischen Exil, seine Arbeit zur biologischen Grundlegung der Psychoanalyse fort. Er versuchte dabei, an neue Arbeiten anderer Forscher anzuknüpfen, so vor allem an die Theorie der „vegetativen Strömung“ von Friedrich Kraus, einem der damals führenden Mediziner. Dies führte Reich auf therapeutischem Gebiet zur Entwicklung der Vegetotherapie, die als Ursprung aller späteren Richtungen der Körperpsychotherapie gilt, und auf mikrobiologischem Gebiet zu einer Beschäftigung mit vesikulären Gebilden, die er nicht einordnen konnte und die deshalb von ihm als neu entdeckte „Bione“ bezeichnet wurden.

## Forschung zu Bionen
Reich führte zahlreiche Experimente durch, mit denen er die von Freud postulierte psychische Energie, die Libido, messbar machen wollte. Er beobachtete Protozoen, einzellige eukaryotische Lebewesen, die heterotroph und beweglich waren. Er glaubte, dabei „Energiebläschen“ entdeckt zu haben, die er Bione nannte. Als „elementare Funktionseinheit aller lebenden Materie“ entstünden sie in der Natur ständig „durch einen Auflösungsprozess anorganischer und organischer Materie“, seien kultivierbar und „können sich zu Protozoen und Bakterien entwickeln.“ Den Auflösungsprozess meinte Reich auch bei einer Untersuchung der Probe des Gewebes eines Krebskranken festzustellen. Reich beschrieb seine Experimente und die Ergebnisse in der Monographie Die Bione. Zur Entstehung des vegetativen Lebens (1938).
An einer aus geglühtem Meeressand gewonnenen „Bionkultur“ (SAPA = Sandpaket-Bione) machte Reich Beobachtungen, die er sich mit den ihm bekannten Begriffen und Theorien nicht erklären konnte; er schloss daraus auf eine bisher unerforschte „biologische Energie“, die er Orgon nannte. Die Bione seien sozusagen Ladungsträger dieser Energie. Er stellte seine „Orgonomie“ in dem Buch The Cancer Biopathy, 1948 (deutsch: Der Krebs, 1971), dar, darin eingebettet auch seine inzwischen weiter ausgeführten Forschungsergebnisse zu „Bionen“.

## Rezeption
Der Professor Roger du Teil verfasste 1937 in einer Mitteilung an die Naturphilosophische Gesellschaft in Nizza eine „Beglaubigung“ von Reichs Bion-Experimenten, unter Vorbehalt anderer Erklärungen für die beobachteten Prozesse. Nach Erscheinen des Buches Die Bione (1938) erschienen fünf Rezensionen: zwei englischsprachige von Psychoanalytikern und drei niederländischsprachige, davon zwei in (bio)chemischen Fachorganen. 1995 erschien eine Neuauflage des Buches, diese wurde jedoch nicht in Fachorganen besprochen.
Die erste fachwissenschaftliche Darstellung und Kritik der Reich’schen biologischen Forschungen in den Jahren 1933 bis 1939 erschien unter Verwendung von Material des seit 2007 zugänglichen Wilhelm-Reich-Archivs 2015 bei Harvard University Press als 467-seitige Monographie von James E. Strick.